# توني بيكر (لاعب كرة قدم أمريكية)
توني بيكر (بالإنجليزية: Tony Baker) هو لاعب كرة قدم أمريكية أمريكي، ولد في 16 فبراير 1945 في برلنغتون في الولايات المتحدة، وتوفي في 9 أغسطس 1998 في ميديابوليس في الولايات المتحدة.

## وصلات خارجية
- توني بيكر على موقع مرجع كرة القدم المحترفة.كوم (الإنجليزية)